# Levieria squarrosa
Levieria squarrosa är en tvåhjärtbladig växtart som beskrevs av Janet Russell Perkins. Levieria squarrosa ingår i släktet Levieria och familjen Monimiaceae. Inga underarter finns listade i Catalogue of Life.